# '39
"'39" é uma canção da banda britânica de rock Queen, do seu álbum de 1975 A Night at the Opera. Foi lançada como lado B do single "You're My Best Friend" em 18 de maio de 1976. Foi escrita e cantada pelo guitarrista Brian May.

## História
"'39" é uma canção atípica no repertório do Queen, pois, além de ser basicamente acústica, descreve a história de um homem que viaja numa nave com velocidade próxima à da luz, fazendo alusão à Teoria da Relatividade de Einstein. Segundo Brian em uma entrevista cedida à BBC, é basicamente uma ficção científica inspirada na obra do poeta e romancista alemão Hermann Hesse.
Tocada nos shows do Queen por muitos anos, "'39" é encontrada em coletâneas da banda, como Queen Forever e em versões ao vivo, no Live Killers.

## Ficha técnica
- Brian May – guitarra, violão, vocais e composição
- John Deacon – contrabaixo
- Roger Taylor – bateria, vocais de apoio
- Freddie Mercury – vocais de apoio